# 阿拉贡联合左翼
阿拉贡联合左翼（西班牙语：Izquierda Unida de Aragón；阿拉贡语：Cucha Chunida d'Aragón；加泰罗尼亚语：Esquerra Unida d’Aragó）是西班牙左翼政党联盟联合左翼在阿拉贡自治区的分支。它成立于1986年，主要成员是阿拉贡共产党。它的政治立场是左翼。它的总协调员是Adolfo Barrena Salces。它的总部位于萨拉戈萨。